# À la poursuite d'Iris

À la poursuite d'Iris est un recueil de 17 poèmes d'Hervé Bazin, publié en 1948, la même année que Vipère au poing.

## Réédition
- À la poursuite d'Iris, Les îles de Lérins, 1948.
- Jour, suivi de À la poursuite d'Iris : poèmes, Éditions du Seuil, 1971
- À la poursuite d'Iris, Paris, Kœnig, 1992, orné de 19 lithographies de Giacomo de Pass